# Paso adelante
Paso adelante (Un paso adelante) è una serie televisiva spagnola di 84 episodi (173 in Italia), creata da Daniel Écija, Ernesto Pozuelo e Pilar Nadal nel 2002, fu trasmessa la prima volta l'8 gennaio 2002 e terminò il 24 aprile 2005 sul canale spagnolo Antena 3.
Viene trasmessa all'estero per la prima volta in Francia dal 2004 sul canale M6 e poi dal 2005 sul canale Téva con il titolo Un, dos, tres. In Germania viene trasmessa su VOX con il nome Dance - der Traum vom Ruhm. In Serbia su B92 titolata Korak Napred. In Italia viene trasmessa su Italia 1 e su Sky Vivo, con gli episodi divisi in due parti (come in Francia e in Germania). In Perù dal 2005 sul canale satellitare Antena 3 Internacional. In Cile fu trasmessa dal 2004 su Chilevisión. In Venezuela viene trasmessa su TVes con episodi da 1 ora alle ore 20:00 senza interruzioni pubblicitarie. È stata anche trasmessa a Cuba nel 2004 su Tele Rebelde. È la serie spagnola più internazionale, essendo stata trasmessa in 54 nazioni. Nel 2009 venne trasmessa in Messico con episodi da un'ora dal lunedì al venerdì. E sempre nel 2009 è stata trasmessa anche in Iraq su Alsumaria TV. Attualmente viene trasmessa in Turchia, Senegal e Belgio. Fra le tante nazioni in cui è stata trasmessa, in Europa, ha avuto successo principalmente in: Francia, Germania, Italia, Portogallo, Grecia, Slovacchia, Ungheria e Bulgaria.
Alcuni attori della serie hanno fatto parte del gruppo pop UPA Dance.

## Trama
La serie è incentrata sulle storie di alcuni ragazzi che frequentano la famosa e importante Scuola di Arti Sceniche Carmen Arranz di Madrid.
Dolores 'Lola' Fernández: timida, vitale, responsabile e tenace. Ha grandissime doti nel canto e nella danza. Sin da piccola, dopo la perdita della madre, ha dovuto aiutare suo padre e suo fratello e per questa ragione non ha stretto molte relazioni con i suoi coetanei. Fin dal primo giorno si innamora di Pedro, con cui però avrà una storia d'amore solo al terzo anno nella scuola. Prima avrà una relazione con Jero e un breve flirt con Pavel.
Pedro Salvador: figlio di pescatori, aspira a diventare un famoso ballerino. Provenendo da una famiglia modesta, è costretto a lavorare per poter pagare le rette scolastiche. Si innamora prima dell'affascinante Silvia, poi ha una breve relazione con Marta e una cotta per Adela, per poi finalmente capire che è Lola la ragazza per lui.
Roberto Arenales: settimo figlio di una famiglia agiata. I suoi genitori sono stati poco affettuosi e comprensivi nei suoi confronti e, a causa di questa situazione, Roberto tenta di richiamare l'attenzione su di sé in qualunque modo. Seduttore e impulsivo, vuole essere sempre al centro della scena. Dietro l'arroganza manifestata si nasconde, invece, un ragazzo vulnerabile ed insicuro. Il suo ingresso alla scuola è frutto di una decisione improvvisa: dopo aver scoperto di essere portato per la carriera artistica, Roberto ha immediatamente abbandonato la famiglia che lo ostacolava. I genitori ed in particolare il padre consideravano, infatti, questo hobby per le arti sceniche come il frutto di un capriccio momentaneo. Ha un figlio, Sergio, avuto in giovanissima età.
Ingrid Muñoz: ragazza dal carattere forte e vivace che nasconde il suo vissuto di situazioni difficili: sua madre è ricoverata in un ospedale psichiatrico e trova il padre solo durante il secondo anno alla scuola. La scuola le permette di realizzare i suoi sogni. Ingrid si sente spesso un'eterna seconda, la sostituta di qualcuno e fatica a credere in sé stessa. Ha una storia travagliata con Juan, il professore di canto.
Silvia Jáuregui: ragazza all'inizio introversa e molto snob, proveniente dall'abbiente famiglia artistica Jáuregui. Viene considerata la migliore ballerina classica della scuola, ed è anche nipote della co-direttrice, Alicia. Sua madre era una ballerina professionista e suo padre direttore d'orchestra. Da piccola ha viaggiato molto per seguire i vari spostamenti dei genitori. Inizialmente viene isolata dai compagni perché accusata di essere raccomandata. Suo padre muore durante la sesta stagione, lasciandola ereditiera di un immenso patrimonio. Silvia ha una breve relazione con Pedro, poi con Roberto, da cui rimane incinta (ma ha un aborto spontaneo danzando) e con Pavel, oltre che con il suo ex Alvaro, che le causerà anche guai con la giustizia.
Marta Ramos: eccellente ballerina di danza classica, sorella minore di Adela, entra nella scuola un anno dopo gli altri. Ha una storia con Pedro e poi con Roberto. Durante il suo primo anno nella scuola soffre di bulimia, facendo preoccupare molto sua sorella. All'ultimo anno scopre di avere una grave malattia cardiaca, che prima ignora per paura, ma che poi affronta con la vicinanza di Roberto e dei genitori, facendosi operare.
Jeronimo 'Jero' Ruiz: É un musicista e autore di canzoni, ed è pronto a tutto per il successo. Grazie alla sua bravura entra nella scuola direttamente al secondo anno. Si innamora prima di Lola, con cui ha una relazione terminata quando Lola scopre il suo tradimento con Erika.
Carmen Arranz: fondatrice e direttrice della scuola di arti sceniche, ex attrice teatrale dal carattere rigido ma molto saggio. Ha un ruolo materno verso studenti e studentesse — nonché insegnanti — della scuola che considera come la sua famiglia.
Adela Ramos: professoressa di danza classica della scuola, severa ma molto amata da tutti. Nata ballerina classica, un incidente le ha impedito la carriera, portandola ad esibirsi in locali di spogliarello e all'alcolismo. Il lavoro a scuola è una salvezza per la sua vita. Ha una storia con Cristóbal, che tradisce con Pedro.
Diana Cabrera De Miguel: eccellente ed ambiziosa professoressa di danza moderna spera sempre di sfondare nel mondo dello spettacolo. Ex fidanzata di Juan, nella seconda stagione vuole un figlio da lui che nascerà poco dopo, Juanito. Avrà poi una relazione con il collega Cristóbal Soto dopo che questo aveva avuto una breve relazione con un'altra donna.
Juan Taberner: professore di musica. Ama la vita sregolata dei cantanti ma il lavoro presso la scuola lo riporta a condurre una vita più ordinata e responsabile. A volte passa le notti componendo canzoni o suonando. Si considera molto indipendente e allergico alle regole. È stato fidanzato con Diana, la quale gli chiederà di avere un figlio, e nel frattempo porterà avanti una travagliata storia con Ingrid.
Cristóbal Soto: professore di recitazione. Spesso inventa metodi alternativi per avvicinare i ragazzi al mondo del teatro. È convinto che la diversità delle persone sia la loro forza. Si innamorerà fin da subito dell'insegnante di danza classica Adela ma poi finirà per innamorarsi di quella di danza contemporanea, Diana.
Gaspar Ruiz: professore di storia del teatro, è un tipo molto rigido e metodico. Dopo essere stato abbandonato dalla moglie, decide di andare a vivere con Juan e Cristobal.
Antonio Milá: inserviente e custode della scuola, oltre che memoria storica: possiede un ricordo di ogni studente. Ascolta pazientemente tutti i problemi degli alunni e considera la scuola come la sua grande famiglia, perché, in realtà, è l'unica che ha.

## Episodi
La serie originale spagnola si compone di sei stagioni andate in onda in Spagna sul canale Antena 3, dall'8 gennaio 2002 al 24 aprile 2005. Ogni episodio della serie originale ha una durata che varia dai 64 ai 90 minuti; è per questo motivo che, in Italia, ciascun episodio è stato suddiviso in due parti, per una durata che varia dai 20 ai 45 minuti circa l'una (ad eccezione dei due episodi finali della quinta stagione, e degli episodi 12 e 13 della sesta stagione, divisi invece in tre parti ciascuno; il quattordicesimo e ultimo episodio della sesta stagione, infine, che costituisce appunto il finale della serie, è stato diviso in tre parti disuguali: due da 40 minuti ciascuna e una da 25 minuti). Con l'approdo su Netflix, vengono ripristinate: la numerazione e la durata originale, di un'ora circa, degli episodi. Inoltre viene mantenuto il doppiaggio originale dell'epoca e la titolazione degli episodi che ricalca quella originale in spagnolo.
In Italia, la serie è stata trasmessa in chiaro interamente su Italia 1 in un periodo compreso tra il 2004 e il 2006. Il telefilm si è concluso definitivamente con la sesta stagione, andata in onda in anteprima assoluta su Italia 1 dal 10 novembre al 22 dicembre 2006.
| Stagione         | Episodi   | Episodi  | Prima TV originale | Prima TV Italia |
| Stagione         | Originali | Italiani | Prima TV originale | Prima TV Italia |
| ---------------- | --------- | -------- | ------------------ | --------------- |
| Prima stagione   | 13        | 26       | 2002               | 2004            |
| Seconda stagione | 14        | 28       | 2002               | 2004            |
| Terza stagione   | 13        | 26       | 2003               | 2004            |
| Quarta stagione  | 16        | 32       | 2003               | 2004-2005       |
| Quinta stagione  | 14        | 30       | 2004               | 2006            |
| Sesta stagione   | 14        | 31       | 2005               | 2006            |

## Personaggi e interpreti
- Diana De Miguel (stagioni 1-5), interpretata da Beatriz Rico: insegnante di danza moderna.
- Adela Ramos (stagioni 1-4), interpretata da Natalia Millán: insegnante di danza classica.
- Juan Taberner (stagioni 1-6), interpretato da Alfonso Lara: insegnante di musica e successivamente di canto.
- Cristóbal Soto (stagioni 1-5), interpretato da Víctor Mosqueira: insegnante di recitazione e successivamente di storia del teatro.
- Silvia Jáuregui (stagioni 1-6), interpretata da Mónica Cruz: ballerina e nipote di Alicia Jáuregui.
- Lola Fernández (stagioni 1-6), interpretata da Beatriz Luengo: ballerina, cantante e amica di Ingrid e di Silvia. È orfana di madre.
- Ingrid Muñoz (stagioni 1-6), interpretata da Silvia Marty: ballerina e amica di Lola.
- Pedro Salvador (stagioni 1-6), interpretato da Pablo Puyol: bravo ballerino e cantante.
- Roberto "Rober" Arenales (stagioni 1-6), interpretato da Miguel Ángel Muñoz: attore sbruffone, ma dal cuore d'oro.
- Benito "Beni" López (stagione 1), interpretato da Asier Etxeandía: simpaticissimo ragazzo.
- Antonio Milá (stagioni 1-5), interpretato da Pedro Peña: il custode della scuola.
- Gaspar Ruiz (stagioni 1-3), interpretato da Jaime Blanch: insegnante di storia del teatro e direttore didattico.
- Carmen Arranz (stagioni 1-6), interpretata da Lola Herrera: la direttrice e fondatrice della scuola.
- Marta Ramos (stagioni 2-6), interpretata da Dafne Fernández: sorella minore di Adela.
- Jero Ruiz (stagioni 2-5), interpretato da Raul Peña: musicista allievo nella scuola.
- Jacinta "JoJo" Jiménez (stagioni 3-6), interpretata da Toni Acosta: l'insegnante di attività speciali ed ex-militare.
- Horacio Alonso (stagioni 4-6), interpretato da Fabián Mazzei: insegnante di recitazione.
- Irene Miró (stagioni 5-6), interpretata da Esther Arroyo: nuova insegnante di danza classica.
- Mariano Cuellàr (stagioni 5-6), interpretato da Juan Echanove: nuovo insegnante di recitazione e direttore didattico.
- Alicia Jáuregui (stagioni 1-6), interpretata da Fanny Gautier: zia di Silvia e socia della Scuola d'Arte, poi co-direttrice e insegnante di danza classica.
- Eva Ruiz (stagioni 5-6), interpretata da Marta Ribera: nuova insegnante di danza moderna.
- César Martin (stagione 6), interpretato da Edu del Prado: omosessuale, nuovo studente della scuola.
- Nacho Salinas (stagione 6), interpretato da William Miller: coinquilino e interesse amoroso di Lola.
- Puri Lacarino (stagioni 4-6), interpretata da Chiqui Fernández: matrigna di Lola e poi segretaria della scuola.

Nel corso delle stagioni sono apparsi molti ospiti speciali tra cui: Tiziano Ferro, Juanes, i Blue, Rosana, David Civera e gli Mayumanà.

## La serie in DVD
In Italia è uscita la prima serie: 26 episodi da 40 minuti ciascuno in 7 DVD (durata 1040 minuti), distribuita da Medusa Video.

## Adattamenti
Nel 2005, la casa di produzione
Fascino P.G.T. crea la serie Grandi domani, trasmessa anche essa su Italia 1 sulla scia del successo di Paso Adelante, ed ambientata in una scuola di arti performative a Roma.
La serie è stata adattata nel 2007 nella serie rumena Cu un pas înainte, prodotta da Media Pro Pictures.

## Sequel
Una stagione sequel dal titolo UPA Next (noto anche come Un Paso Adelante Next)  è stata trasmessa dal 25 dicembre 2022. Nella serie hanno ripreso i loro ruoli Miguel Ángel Muñoz (Rober), Beatriz Luengo (Lola) e Mónica Cruz (Silvia).